# Cydistomyia similis
Cydistomyia similis är en tvåvingeart som beskrevs av M. Josephine Mackerras 1964. Cydistomyia similis ingår i släktet Cydistomyia och familjen bromsar. Inga underarter finns listade i Catalogue of Life.